# Dera Murad Jamali
Dera Murad Jamali är huvudort för distriktet Nasirabad i den pakistanska provinsen Baluchistan. Folkmängden uppgick till cirka 100 000 invånare vid folkräkningen 2017.